# Línea del Voga
La Línea del Voga (en portugués, Linha do Vouga), originalmente conocida como Línea del Valle del Voga, es un tramo ferroviario portugués, que une la Línea del Norte, en Espinho, a la Línea del Dão, en Viseo, en una extensión de 140 km, y que conecta, en Sernada do Vouga, con el Ramal de Aveiro; fue inaugurada totalmente el 5 de febrero de 1914.

## Características

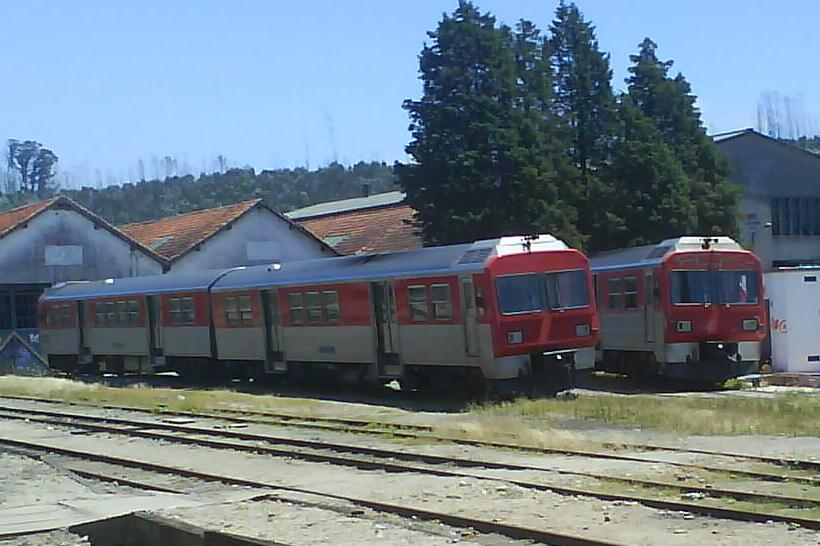
Unidades de la Serie 9630, aparcadas en la estación ferroviaria de Sernada do Vouga.

Actualmente, apenas subsiste la conexión de Espinho a Sernada do Vouga, continuando los servicios por el Ramal de Aveiro hasta la localidad con el mismo nombre. El ancho de vía utilizado en todos los tramos es de 1000 mm.

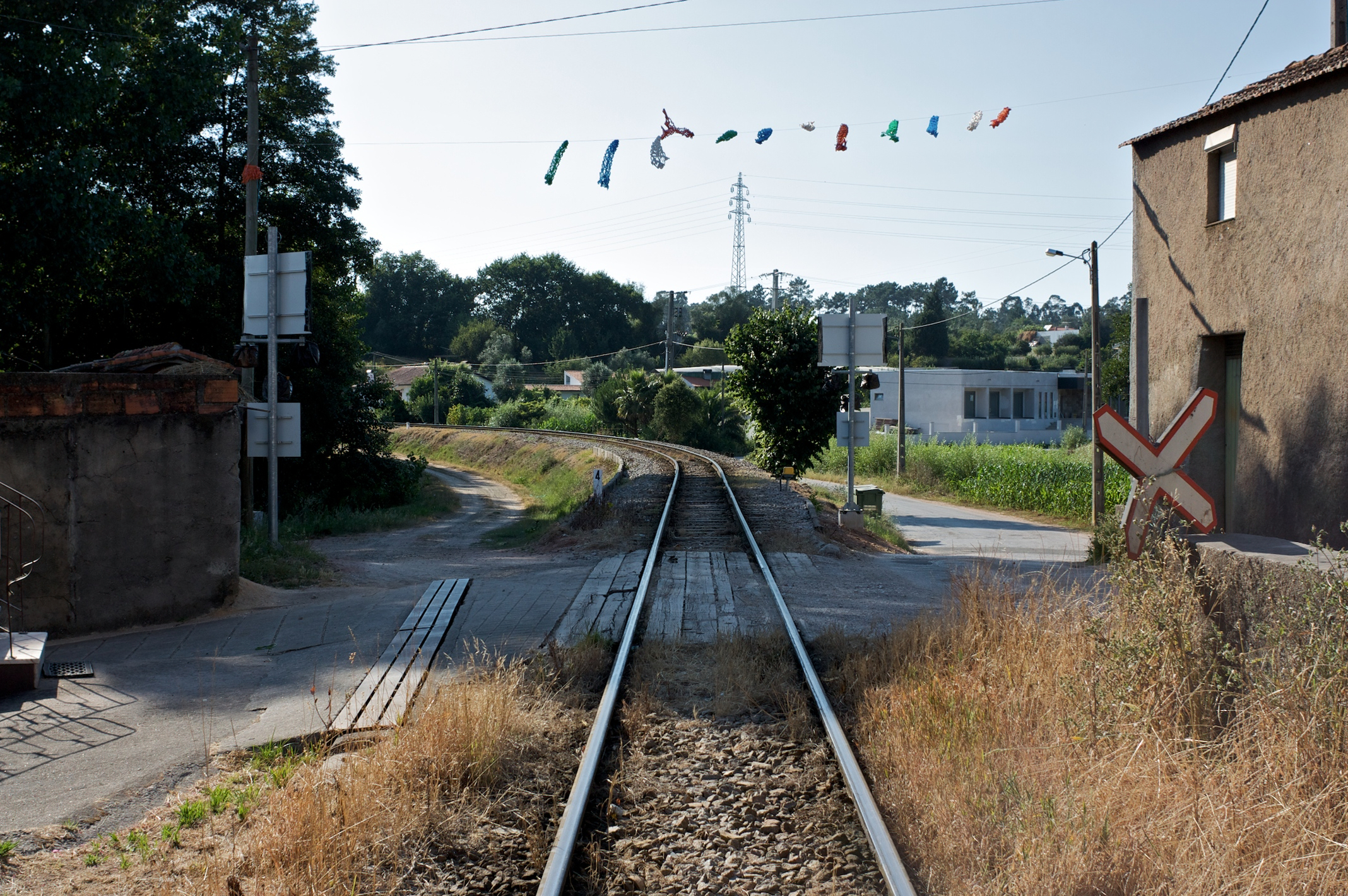
Paso a nivel en la Línea del Vouga

- Actualmente es una línea secundaria, registando mayor movimiento en los tramos Aveiro - Águeda y Oliveira de Azeméis - Espinho.
- Tiene conexión a la línea del Norte en Aveiro y Espinho.
- Se valora la inclusión del tramo entre Oliveira de Azeméis y Espinho en el Metro de Porto. No obstante, la Cámara Municipal de Albergaria-a-Velha ya dio a entender que está en contra del cierre del tramo Oliveira de Azeméis - Sernada do Vouga, por lo que a su entender, la extensión de la conexión del Metro de Porto a ese ayuntamiento sería la mejor solución.

Los terrenos anexos a la vía se encontraban, en 2009, siendo utilizados como huertas por algunos habitantes de São João da Madeira.

### Material Circulante
Inicialmente, las composiciones utilizadas en esta línea estaban compuestas por locomotoras de tracción a vapor y vagonetas y vagones de madera. Después de la reapertura de la Línea del Voga, todos los servicios pasaron a ser asegurados por automotores de ancho métrico. En esta línea circularon las Series ME 50, 9300, 9400 y 9630; actualmente, solo los automotores de esta última serie circulan en esta línea.

### Siniestralidad y prevención
De acuerdo con la Red Ferroviaria Nacional, en 2007 esta línea registró un total de veinte accidentes, representando cerca del 30% de todos los siniestros registrados en Portugal. En el año anterior habían sido registrados 27 accidentes.
La empresa ha propuesto una inversión de diez millones de euros para el cierre de pasos a nivel, implementación de barreras automáticas y mejora en el sistema de dirección. El objetivo es reducir un 70% los accidentes registrados hasta al año 2011.

## Historia

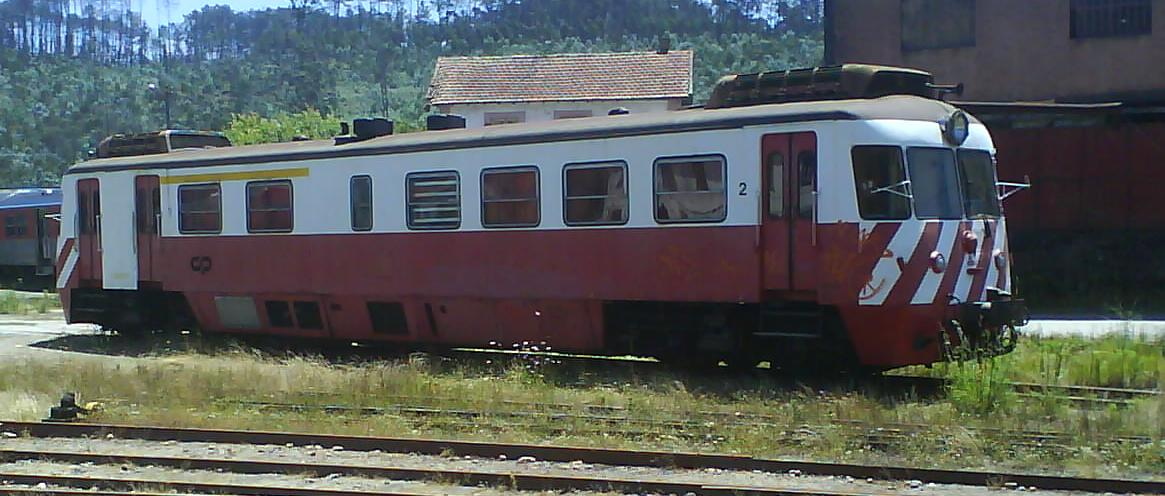
Automotor de la Serie 9300, aparcada en la estación de Sernada del Vouga.

### Planificación
Dos albaranes, publicados el 11 de julio de 1889 y el 23 de mayo de 1901, autorizaron al empresario Frederico Pereira Paja a construir y explotar, o a formar una empresa con ese fin, por un período de 99 años, una conexión ferroviaria entre la estación de Torre de Eita, en la Línea de Santa Comba Dão a Viseu y la Estación de Espinho, en la Línea del Norte; esta línea debía pasar por Vouzela, Oliveira de Frades, Couto de Esteves, Sever del Vouga, Oliveira de Azeméis, São João da Madeira y Vila da Feira, y efectuar un ramal entre Sever del Vouga y Aveiro. Aunque el proyecto haya sido presentado al gobierno en 1897, fue aprobado el 30 de octubre de 1903, habiendo sido firmado el contrato provisional el 25 de abril de 1904. En febrero de 1902, se esperaba que los trabajos de construcción de la entonces denominada Línea del Valle del Voga se iniciasen en marzo del mismo año. No obstante, Frederico Pereira Paja traspasó, después de haber sido autorizado a tal por un decreto del 17 de marzo de 1906, su concesión a una nueva empresa, la Compagnie Française pour la Construction et Exploitation des Chemins de Fer a la l'Étranger; el contrato definitivo con el estado fue elaborado el 5 de febrero de 1907. Entre tanto, la Compañía de los Caminhos de Ferro Portugueses de Beira Alta había presentado, en los días 2 y 18 de septiembre de 1905, varias reclamaciones debido al hecho de que la línea proyectada presentaba un trazado paralelo, a menos de 40 kilómetros de distancia de una parte de la Línea de Beira Alta; estas acusaciones fueron refutadas por el acuerdo del 30 de julio de 1908 del tribunal arbitral.

### Construcción e inauguración
El primer tramo, entre Espinho y Oliveira de Azeméis, abrió a la circulación el 21 de diciembre de 1908; el tramo siguiente, entre Ul y Albergaria-a-Velha, entró em servicio el 1 de abril. La línea entre esta localidad y Macinhata del Vouga, y el Ramal de Aveiro, abrieron el 8 de septiembre de 1911, y los tramos de Paradela a Ribeiradio y Bodiosa a Viseo entraron en servicio, respectivamente, en los días 4 y 5 de septiembre de 1913. En 30 de noviembre de 1913, se unió Arcozelo de las Maias a Vouzela, y, el 5 de febrero del año siguiente, se completó la Línea del Voga, con la apertura del tramo entre las Termas de São Pedro do Sur y Moçâmedes.

### Creación de la Compañía Portuguesa para la Construcción y Explotación de Ferrocarriles

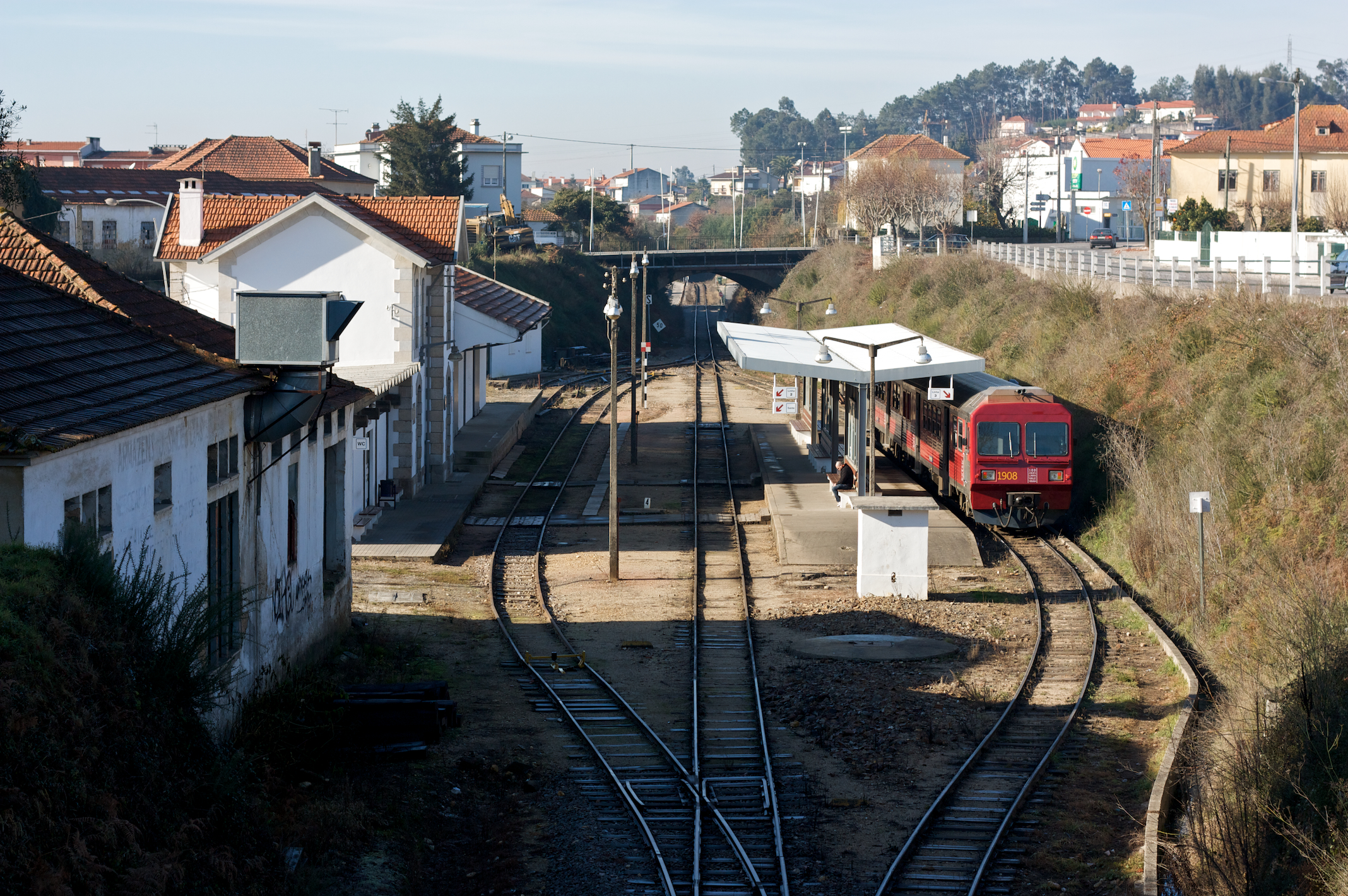
Estación de Águeda, en el Ramal de Aveiro.

En la asamblea general del 7 de julio de 1923, la Compagnie Française pour la Construction et Exploitation des Chemins de Fer a la l'Étranger decidió transformarse en una empresa de nacionalidad portuguesa, siendo publicado, el 1 de abril de 1924, publicado los nuevos estatutos, creando la Compañía Portuguesa para la Construcción y Explotación de Ferrocarriles, como una nueva entidad; una división de la antigua empresa francesa, que efectuaba la explotación de las líneas, también sufrió el mismo proceso, pasando a ostentar el nombre de Sociedad Portuguesa.

### Extinción
La ley n.º 2008, publicada el 7 de septiembre de 1945, determinó que el gobierno comenzase a planear la unión de todas las concesiones ferroviarias en Portugal, de anchos estrecho y ancho, en una solo, de forma que mejorase la gestión y eficiencia de esta modalidad de transporte; la escritura de transferencia de la Compañía Portuguesa para la Construcción y Explotación de Ferrocarriles para la Compañía de los Caminhos de Ferro Portugueses fue creada en 1946, y, el 1 de enero de 1947, la línea del Voga y el Ramal de Aveiro pasaron a ser explotadas por esta empresa.

### sigloXX
La circulación en esta línea fue interrumpida en febrero de 2010, debido a la caída de árboles de gran peso.
En febrero de 2011, se produjo un atropello en un paso a nivel junto a la localidad de São Paio de Oleiros, que produjo una víctima mortal e interrumpió la circulación.

### Via Verde de la Línea del Valle del Voga
En octubre de 2009, fue presentado, por la alcaldía de Oliveira de Frailes, una propuesta para la instalación de una vía verde para ciclistas y peones, en el tramo cerrado de la Línea del Voga, entre Viseo y Sernada do Vouga; en este proyecto, denominado Via Verde de la Línea del Valle del Voga, estaba prevista la recuperación y remodelación de las estaciones y apeaderos a lo largo de la vía verde.